# Elizabeth Alison
Elizabeth Alison es una deportista estadounidense que compitió en vela en la clase Yngling.
Ganó una medalla de bronce en el Campeonato Mundial de Yngling de 2002 y cuatro medallas en el Campeonato Mundial de Match Race Femenino entre los años 1999 y 2005.

## Palmarés internacional
| Campeonato Mundial | Campeonato Mundial | Campeonato Mundial | Campeonato Mundial |
| Año                | Lugar              | Medalla            | Clase              |
| ------------------ | ------------------ | ------------------ | ------------------ |
| 2002               | Brunnen (Suiza)    | Medalla de bronce  | Yngling            |

| Campeonato Mundial | Campeonato Mundial               | Campeonato Mundial | Campeonato Mundial |
| Año                | Lugar                            | Medalla            | Clase              |
| ------------------ | -------------------------------- | ------------------ | ------------------ |
| 1999               | Génova (Italia)                  | Medalla de plata   | Match race         |
| 2000               | San Petersburgo (Estados Unidos) | Medalla de bronce  | Match race         |
| 2004               | Annapolis (Estados Unidos)       | Medalla de plata   | Match race         |
| 2005               | Hamilton (Bermudas)              | Medalla de plata   | Match race         |